# Sinclair Lewis
Sinclair Lewis (7 tháng 2 năm 1885 – 10 tháng 1 năm 1951) là nhà văn, nhà viết kịch người Mỹ đoạt giải Nobel Văn học năm 1930.

## Tiểu sử
Sinclair Lewis sinh ở Sauk Centre, Minnesota trong gia đình một bác sĩ. Học tiểu học tại Minnesota, sau đó học Đại học Yale. Tại đây Lewis in thơ và tham gia vào ban biên tập tạp chí văn học của trường. Trong kì nghỉ hè rảnh rỗi, Lewis viết cuốn tiểu thuyết The Village Virus (Virus nhà quê), mười lăm năm sau được phát triển thành tác phẩm danh tiếng Main Street (Phố chính). Năm 1912, cuốn sách đầu tiên của Lewis Hike and the Aeroplane (Cuộc dạo bộ và chiếc máy bay) được in dưới bút danh Tom Grame. Năm 1914, ông in tiểu thuyết Our Mr. Wrenn: The Romantic Adventures of a Gentle Man (Ông Wren của chúng ta) và tiếp tục viết nhiều truyện giải trí nhưng không được chú ý. Trong 15 năm sau đó, ông lang thang qua 40 tiểu bang nước Mỹ và nhiều nước trên thế giới để kiếm sống, tìm việc làm và thu thập tài liệu viết văn. Nguồn cảm hứng sáng tạo thực sự của Sinclair Lewis được khơi dậy chính là từ những ngày tháng sống trong toa xe ngủ tại nông trại Vermont ở Minnesota và các nhà trọ ở thành phố Kansas hoặc Savannah. Tất cả sự phong phú của cuộc sống qua các câu chuyện kể và sự tiếp xúc với giới bình dân và nhiều tầng lớp xã hội khác đã mang lại cho nhà văn nguồn tư liệu vô tận để miêu tả cuộc sống thật sinh động.
Sinclair Lewis trở nên nổi tiếng thật sự bắt đầu từ tiểu thuyết Main Street (Phố chính, 1920) - cuốn sách gây nên hai luồng dư luận trái ngược nhau: một bên ca ngợi hết lời, một bên phê bình kịch liệt. Tác phẩm đỉnh cao trong sự nghiệp sáng tác của ông là Babbitt (1922). Với hai cuốn tiểu thuyết này Lewis đã tạo ra hai hình tượng điển hình trong văn học cận đại Mỹ: Babbitt điển hình cho người Mỹ tiểu tư sản tầm thường, nhạt nhẽo, ba hoa, và hám lợi; Main Street điển hình cho cuộc sống tỉnh lẻ, hẹp hòi, ngột ngạt ở các thị trấn, thành phố nhỏ của nước Mỹ. Năm 1925 cuốn Arrowsmith được trao giải Pulitzer nhưng ông không nhận. Còn giải Nobel năm 1930 dành cho Sinclair Lewis bị một số báo chí Mỹ phản ứng, coi là không xứng đáng vì cho rằng Lewis bôi nhọ nước Mỹ trong các tác phẩm của mình. Tiểu thuyết World So Wide (Thế giới quả là rộng lớn, 1951) là tác phẩm cuối cùng của ông. Cuối đời nhà văn nghiện rượu nặng và mất tại Roma ở tuổi 65.

## Tác phẩm
- Hike and the Aeroplane (Cuộc dạo bộ và chiếc máy bay, 1912), truyện thiếu nhi
- Our Mr. Wrenn: The Romantic Adventures of a Gentle Man' (Ông Wren của chúng ta, 1914), tiểu thuyết
- The Trail of the Hawk: A Comedy of the Seriousness of Life (Đường bay chim ưng, 1914-1919), tiểu thuyết
- The Job: An American Novel (Công việc, 1914-1919), tiểu thuyết
- The Innocents: A Story for Lovers (Những kẻ ngây ngô, 1914-1919), tiểu thuyết
- Free Air (Không khí tự do, 1914-1919), tiểu thuyết
- Main Street (Phố chính, 1920), tiểu thuyết
- Babbitt (1922), tiểu thuyết
- Arrowsmith (1925), tiểu thuyết
- Mantrap (Bẫy người, 1926), tiểu thuyết
- Elmer Gantry (1927), tiểu thuyết
- The Man Who Knew Coolidge (Người đàn ông biết Coolidge, 1928), tiểu thuyết
- Dodsworth (1929), tiểu thuyết
- Ann Vickers (1933), tiểu thuyết
- Work of Art (Tác phẩm nghệ thuật, 1934), tiểu thuyết
- It Can't Happen Here (Điều đó không thể xảy ra ở đây, 1935) tiểu thuyết
- Bethel Merriday (1940), tiểu thuyết
- The Prodigal Parents (Các bậc cha mẹ hào phóng, 1938), tiểu thuyết
- Gideon Planish (1943), tiểu thuyết
- Cass Timberlane (1945), tiểu thuyết
- Kingsblood Royal (Dòng máu hoàng gia, 1947), tiểu thuyết
- The God Seeker (Kẻ đi tìm Chúa, 1949), tiểu thuyết
- World So Wide (Thế giới quả là rộng lớn, 1951), tiểu thuyết